# Nouveau tunnel sous l'Elbe
Pour l’article homonyme, voir Tunnel sous l'Elbe.

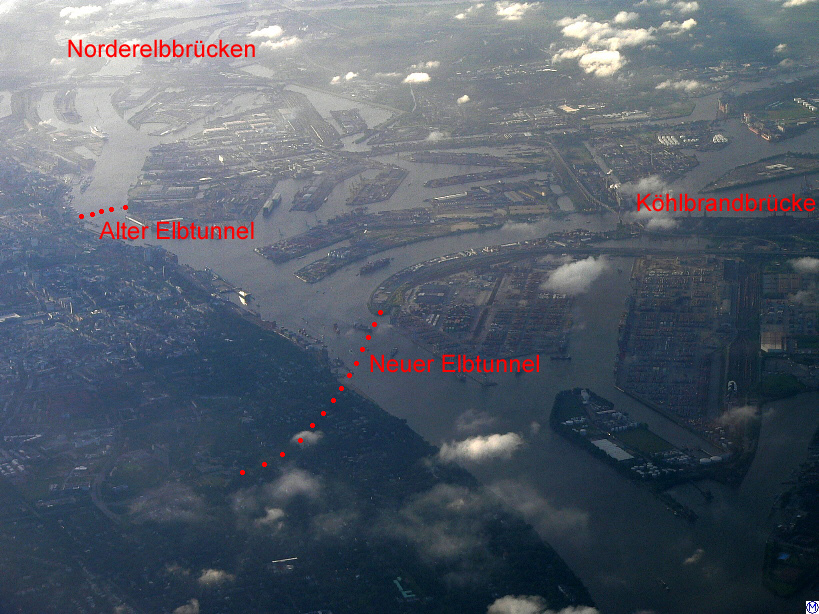
Vue aérienne des différents passages sous et sur l'Elbe

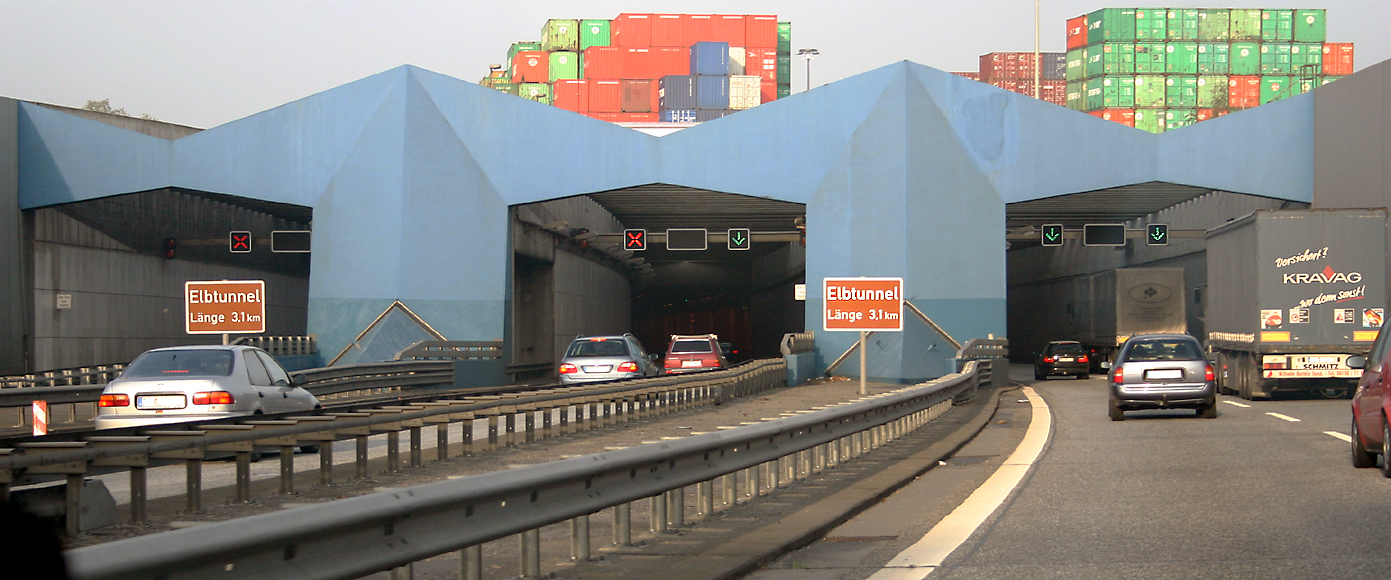
Vue d'un des accès au Nouveau Tunnel sous l'Elbe

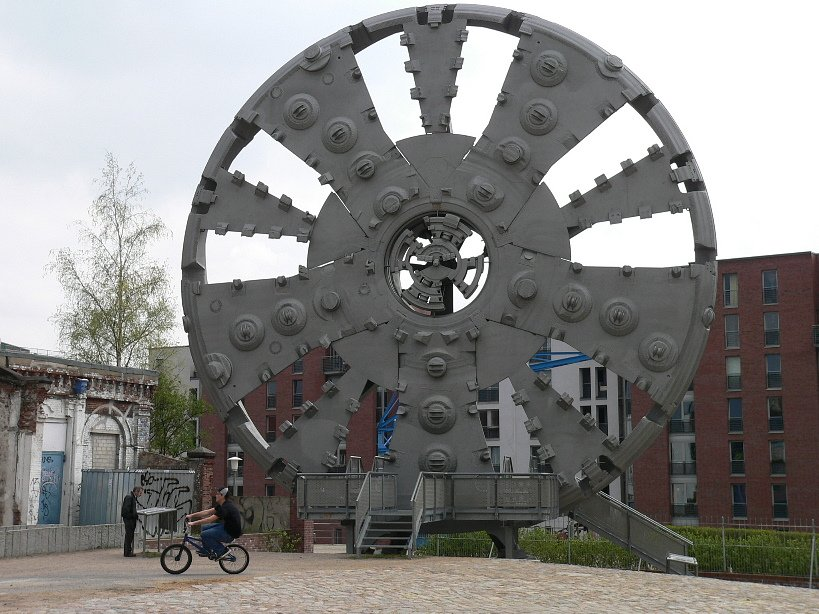
Le tunnelier "Trude" qui fora le nouveau tunnel sous l'Elbe

Le nouveau tunnel sous l'Elbe (en allemand : "Neuer Elbtunnel") est un ouvrage d'art qui franchit le fleuve Elbe par souterrain dans la ville de Hambourg en Allemagne.
Le terme "nouveau tunnel sous l'Elbe" désigne un nouvel ouvrage d'art visant à succéder au vieux tunnel sous l'Elbe, construit en 1911 et qui ne répondait plus à l'accroissement du trafic automobile.
Le nouveau tunnel sous l'Elbe a une longueur de 3,325 kilomètres, dont 2,813 kilomètres en galerie souterraine et un peu plus d'un kilomètre (1,056 km) se trouve directement sous le lit du fleuve.
Il fut construit pour permettre le passage de l'autoroute Bundesautobahn 7, qui relie le Danemark au Land du Schleswig-Holstein et la Basse-Saxe.
Dans le poste de contrôle, 72 écrans permettent de visualiser le passage de plus de 110 000 véhicules quotidiennement.
Le trafic peut être régulé selon les besoins du trafic routier soit dans le sens de Flensbourg soit dans le sens de Hanovre.

## Description techniques
Le nouveau tunnel sous l'Elbe se compose aujourd'hui de quatre galeries, chacune comportant deux voies de circulation.
Les travaux démarrèrent en 1968 par le creusement de trois premières galeries.
Un tunnelier géant de 14,25 mètres de diamètre creusa les galeries souterraines. Cette foreuse souterraine fut surnommée "Trude", un diminutif du prénom "Gertrude" et qui est l'acronyme pour "Tief runter unter die Elbe" (profondément sous l'Elbe).
Les travaux durèrent sept ans.
Le 10 janvier 1975 le chancelier d'Allemagne, Helmut Schmidt, a inauguré le nouveau tunnel sous l'Elbe.
Prévu dans les projets pour une capacité de 65 000 voitures par jour, ce chiffre fut atteint rapidement. Les bouchons devinrent quotidiens. C'est ainsi que la municipalité de la ville de Hambourg décida en 1995, une extension par la création d'un conduit supplémentaire.
Cette même année commença le percement d'un quatrième conduit autoroutier. Les travaux s'achevèrent en 2002 et la nouvelle galerie fut inaugurée le 27 octobre 2002. Seules trois des quatre galeries sont ouvertes à la circulation.